# Exile Ballad Best
Exile Ballad Best é uma coletânea musical da banda de R&B japonesa Exile, lançada em 3 de dezembro de 2008. A coletânea foi lançada em duas versões, o qual são uma versão em CD e outra CD + DVD.  O álbum alcançou a primeira posição no ranking semanal da Oricon pela primeira vez no final do ano de 2008, onde permaneceu por uma semana, em 2009 o álbum voltou a primeira posição, permanecendo também um semana, sendo que obteve a quarta melhor vendagem de álbuns de 2009 com mais de 847.000 cópias vendidas. Ao todo a coletânea apareceu 86 vezes no ranking da Oricon.

## Faixas
| CD  |                                                                                         |         |  |
| N.º | Título                                                                                  | Duração |  |
| 1.  | "Ti Amo"                                                                                |         |  |
| 2.  | "Lovers Again"                                                                          |         |  |
| 3.  | "Your eyes only ~aimai na boku no rinkaku~ (Your eyes only ～曖昧なぼくの輪郭～)"       |         |  |
| 4.  | "song for you"                                                                          |         |  |
| 5.  | "We Will~ano basho de~ -Orchestra Version- (We Will～あの場所で～ -Orchestra Version-)" |         |  |
| 6.  | "Unmei no hito -Orchestra Version- (運命のヒト -Orchestra Version-)"                    |         |  |
| 7.  | "HOLY NIGHT -A Cappella Version-"                                                       |         |  |
| 8.  | "LAST CHRISTMAS (Nihongo Cover) (LAST CHRISTMAS (日本語カヴァー))"                      |         |  |
| 9.  | "Tada... aitakute (ただ 逢いたくて)"                                                    |         |  |
| 10. | "Boku e (僕へ)"                                                                         |         |  |
| 11. | "Kawaranai mono (変わらないモノ)"                                                       |         |  |
| 12. | "Michi (道)"                                                                            |         |  |
| 13. | "One love -Piano Version-"                                                              |         |  |
| 14. | "Love, Dream & Happiness"                                                               |         |  |

| DVD | |         |  |
| N.º | Título | Duração |  |
| 1.  | "Ti Amo Chapter 1"                                                                                            |         |  |
| 2.  | "Ti Amo Chapter 2"                                                                                            |         |  |
| 3.  | "Tada... Aitakute (MUSIC VIDEO) (ただ･･･逢いたくて (MUSIC VIDEO))"                                            |         |  |
| 4.  | "Your eyes only ~aimai na boku no rinkaku~ (MUSIC VIDEO) (Your eyes only ～曖昧なぼくの輪郭～ (MUSIC VIDEO))" |         |  |
| 5.  | "Lovers Again (MUSIC VIDEO)"                                                                                  |         |  |
| 6.  | "Michi (MUSIC VIDEO) (道 (MUSIC VIDEO))"                                                                      |         |  |
| 7.  | "Boku e (MUSIC VIDEO) (僕へ (MUSIC VIDEO))"                                                                   |         |  |
| 8.  | "Love, Dream & Happiness (MUSIC VIDEO)"                                                                       |         |  |
| 9.  | "Ti Amo (Making)"                                                                                             |         |  |
| 10. | "Tada... Aitakute (Making) (ただ･･･逢いたくて (Making))"                                                      |         |  |
| 11. | "Lovers Again (Making)"                                                                                       |         |  |
| 12. | "Michi (Making) (道 (Making))"                                                                                |         |  |